# Карпинето (Асколи Пичено)
Карпинето (итал. Carpineto) насеље је у Италији у округу Асколи Пичено, региону Марке.
Према процени из 2011. у насељу је живело 23 становника. Насеље се налази на надморској висини од 597 м.